# Melissa Bell (periodista)
Melissa Bell es una periodista y tecnóloga estadounidense. Colaboró en el lanzamiento del diario económico indio Mint, y ocupó diferentes cargos en The Washington Post desde 2010. Ella y Ezra Klein abandonaron el diario para cofundar la web de noticias y opinión Vox con Matthew Yglesias en 2014. Bell fue nombrada vicepresidenta de crecimiento y analíticas de Vox Media en 2015, y ha ejercido como editora de la compañía desde 2016.

## Educación
Bell asistió a la Universidad de Georgetown en Washington D. C., y planeaba asistir a la escuela de derecho. Ella estaba trabajando como asistente legal en una firma de abogados de Nueva York cuando se produjeron los ataques del 11-S. Abandonó Nueva York un año más tarde y ocupó diferentes trabajos, incluyendo barman en Vail, Colorado, y camarera en un circuito de carreras. Animada por su madre, se matriculó en la Escuela de Periodismo Medill de la Universidad del Noroeste, e hizo prácticas en el Hindustan Times de la India Obtuvo el título de máster en 2006.

## Carrera
Durante su tiempo en la India, Bell conoció Raju Narisetti, quién la contrató para ayudar a lanzar el diario de negocios Mint con sede en Delhi. Allí se encargaba de escribir y editar la revista de estilo de vida del fin de semana. Bell se incorporó a The Washington Post en 2010, donde trabajó como bloguera y reportera. Escribía una columna en la sección de estilo sobre cultura en línea, y en 2012 fue ascendida para dirigir la estrategia de blogs del periódico.
Mientras ejercía como directora de plataformas en The Washington Post, ella y Ezra Klein se fueron para cofundar el sitio web Vox con Matt Yglesias a comienzos de 2014. Trabajó como editora ejecutiva y directora de producto en jefe para la nueva página sitio. Desde esta posición dirigió el desarrollo del sitio y los equipos centrados en analíticas, gráficos, y la aplicación de noticias. Bell fue nombrada vicepresidenta de crecimiento y analíticas de Vox Media en 2015. Trabajó en el desarrollo de audiencias y desarrollo de nuevos productos, y estableció buenas prácticas para todas las webs de Vox Media (Curbed, Eater, Polygon, Racked, Recode, SB Nation, The Verge, y Vox). Bell fue nombrada editora de Vox Media a mediados de 2016, con responsabilidades sobre el desarrollo de audiencias y de marca.

### Reconocimientos
Bell apareció en la lista de 2014 del Columbia Journalism Review de "16 mujeres cuyas startups digitales merecen aplausos al nivel de Vox". En 2015, fue incluida en la lista "Nueva Guardia" de Marie Claire de "mujeres más conectadas de Estados Unidos", y fue nombrada una de las "mujeres más poderosas de Washington" por el Washingtonian. Bell apareció en la lista "Director-Level Doers" de 2016 de Folio, que reconocía a los 100 "líderes más visionarios e innovadores en revistas de medios". En 2017, fue incluida en la lista de 50 personas "changemakers" de Digiday "que hacen que los medios y el marketing sean más modernos", así como la lista "40 Under 40" del Washingtonian.